# Задоно-Кагальницкое сельское поселение
Задоно-Кагальницкое сельское поселение — муниципальное образование в Семикаракорском районе Ростовской области. 
Административный центр поселения — станица Задоно-Кагальницкая.

## Административное устройство
В состав Задоно-Кагальницкого сельского поселения входят:
- станица Задоно-Кагальницкая;
- хутор Титов;
- посёлок Зеленая Горка;
- хутор Жуков;
- посёлок Крымский.

## Население
| 2010  | 2012  | 2013  | 2014  | 2015  | 2016  | 2017  |
| ----- | ----- | ----- | ----- | ----- | ----- | ----- |
| 4951  | ↗4958 | ↘4938 | ↘4920 | ↘4804 | ↘4745 | ↘4721 |
| 2018  | 2019  | 2020  | 2021  |       |       |       |
| ↘4669 | ↘4650 | ↘4573 | ↘4561 |       |       |       |

## Достопримечательности
- Мемориал  односельчан Задоно-кагальницкого сельского поселение, не вернувшихся с Великой Отечественной войны[12]. Находится в станице Задоно-Кагальницкая. Мемориал установлен в середине 80-х годов. Мемориал представляет собой две металлические стелы, перед которыми находятся  скульптурные изображения воина в плаще с автоматов в руке, рядом с ним стоит в склоненном положении женщина. Скульптуры стоят на постаменте, перед ними на плитках установлен венок. Сбоку от постамента установлены плиты с именами погибших в Великой Отечественной войне. Над плитами высечена надпись: "Никто не забыт, ничто не забыто".
- Братская могила и памятник воинам, погибшим в Великой Отечественной войне. Находится в станице Задоно-Кагальницкая. В братской могиле похоронены восемь советских солдат, павших в годы Великой Отечественной войны.
- Памятник воинам-афганцам и воинам, выполнявшим свой воинский долг в горячих точках. Находится в станице Задоно-Кагальницкая.
- Памятник Воинам – землякам, павшим в Великой Отечественной войне. Установлен в 1970-х годах в хуторе Титов.
- Памятник в честь не вернувшихся с Великой Отечественной войны земляков в хуторе Титов. Увековечены 73 фамилии.
- Памятник в честь не вернувшихся с Великой Отечественной войны земляков. Установлен в начале 50-х годов в хуторе Жуков, увековечены 52 фамилии.
- Памятник в честь павших воинов в Великой Отечественной войне. Установлен в посёлке Крымский в 2007 году.
- Памятник  в память о погибших в Великой Отечественной войне. Установлен в посёлке Зеленая Горка в 2015 году. На памятнике высечены слова: "Вечен ваш подвиг в сердцах поколений" [12].
- Памятник воинам-афганцам и воинам, выполнявшим свой воинский долг в горячих точках. Установлен в Задоно-Кагальницком сельском поселении.

Есть крупная птицефабрика, которую купила торговая марка "Белая птица", для крупного инвест-проекта по производству птицы.